# Princesas de Orange pelo casamento

Armas dos Príncipes de Orange.

Esta é uma lista de Princesas de Orange pelo casamento. Princesa de Orange era o título reservado a esposa do Príncipe de Orange (título do herdeiro aparente da coroa Países Baixos durante as dinastia de Nassau e Orange).

## Princesas de Orange

### Casa de Nassau
| Nome                                                     | Retrato | Nascimento                                                                | Cônjuge                             | Morte                      |
| -------------------------------------------------------- | ------- | ------------------------------------------------------------------------- | ----------------------------------- | -------------------------- |
| Ana de Lorena 20 de agosto de 1540 – 15 de julho de 1544 |         | 25 de julho de 1522 filha de Antônio, Duque de Lorena e Renata de Bourbon | Renato 20 de agosto de 1540 1 filha | 15 de maio de 1568 45 anos |

### Casa de Orange-Nassau
| Nome                                                                  | Retrato | Nascimento                                                                                             | Cônjuge                                            | Morte                           |
| --------------------------------------------------------------------- | ------- | --- | -------------------------------------------------- | ------------------------------- |
| Ana de Egmont 6 de julho de 1551 – 24 de março de 1558                |         | março de 1533 filha de Maximiliaan van Egmond e Françoise de Lannoy                                    | Guilherme I 6 de julho de 1551 3 filhos            | 24 de março de 1558 25 anos     |
| Ana da Saxônia 24 de agosto de 1561 – 22 de março de 1571             |         | 23 de dezembro de 1544 filha de Maurício, Eleitor da Saxônia e Inês de Hesse                           | Guilherme I 24 de agosto de 1561 5 filhos          | 18 de dezembro de 1577 32 anos  |
| Carlota de Bourbon 12 de junho de 1575 – 5 de maio de 1582            |         | 1546 ou 1547 filha de Luís, Duque de Montpensier e Jaqueline de Longwy                                 | Guilherme I 12 de junho de 1575 6 filhas           | 5 de maio de 1582 35 ou 36 anos |
| Luísa de Coligny 12 de abril de 1583 – 10 de julho de 1584            |         | 23 de setembro de 1555 filha de Gaspar II de Coligny e Charlotte de Laval                              | Guilherme I 12 de abril de 1583 1 filho            | 13 de novembro de 1620 65 anos  |
| Leonor de Bourbon 23 de novembro de 1606 – 20 de fevereiro de 1618    |         | 30 de abril de 1587 filha de Henrique, Príncipe de Condé e Charlotte de La Trémoille                   | Filipe Guilherme 23 de novembro de 1606 sem filhos | 20 de janeiro de 1619 31 anos   |
| Amália de Solms-Braunfels 23 de abril de 1625 – 14 de março de 1647   |         | 31 de agosto de 1602 filha de João Alberto I, Conde de Solms-Braunfels e Inês de Sayn-Wittgenstein     | Frederico Henrique 4 de abril de 1625 9 filhos     | 8 de setembro de 1675 73 anos   |
| Maria de Inglaterra 14 de março de 1647 – 6 de novembro de 1650       |         | 4 de novembro de 1631 filha de Carlos I de Inglaterra e Henriqueta Maria de França                     | Guilherme II 2 de maio de 1641 1 filho             | 24 de dezembro de 1660 29 anos  |
| Maria II de Inglaterra 4 de novembro de 1677 – 28 de dezembro de 1694 |         | 30 de abril de 1662 filha de Jaime II de Inglaterra e Ana Hyde                                         | Guilherme III 4 de novembro de 1677 sem filhos     | 28 de dezembro de 1694 32 anos  |
| Maria Luísa de Hesse-Cassel 26 de abril de 1709 – 14 de julho de 1711 |         | 7 de fevereiro de 1688 filha de Carlos I, Conde de Hesse-Cassel e Maria Amália da Curlândia            | João Guilherme Friso 26 de abril de 1709 2 filhos  | 9 de abril de 1765 77 anos      |
| Ana da Grã-Bretanha 25 de março de 1734 – 22 de outubro de 1751       |         | 2 de novembro de 1709 filha de Jorge II da Grã-Bretanha e Carolina de Ansbach                          | Guilherme IV 25 de março de 1734 5 filhos          | 12 de janeiro de 1759 49 anos   |
| Guilhermina da Prússia 4 de outubro de 1767 – 9 de abril de 1806      |         | 7 de agosto de 1751 filha de Augusto Guilherme da Prússia e Luísa de Brunsvique-Volfembutel            | Guilherme V 4 de outubro de 1767 5 filhos          | 9 de junho de 1820 68 anos      |
| Guilhermina da Prússia 9 de abril de 1806 – 16 de março de 1815       |         | 18 de novembro de 1774 filha de Frederico Guilherme II da Prússia e Frederica Luísa de Hesse-Darmstadt | Guilherme VI 1 de outubro de 1791 6 filhos         | 12 de outubro de 1837 62 anos   |
| Ana Pavlovna da Rússia 21 de fevereiro de 1816 – 7 de outubro de 1840 |         | 18 de janeiro de 1795 filha de Paulo I da Rússia e Sofia Doroteia de Württemberg                       | Guilherme VII 21 de fevereiro de 1816 5 filhos     | 1 de março de 1865 70 anos      |
| Sofia de Württemberg 7 de outubro de 1840 – 7 de março de 1849        |         | 17 de junho de 1818 filha de Guilherme I de Württemberg e Catarina Pavlovna da Rússia                  | Guilherme VIII 18 de junho de 1839 3 filhos        | 3 de junho de 1877 58 anos      |